# Маяк Огденсберг-Харбор
Маяк Огденсберг-Харбор (англ. Ogdensburg Harbor Light) — маяк, расположенный на берегу реке Святого Лаврентия на месте впадения в неё реки Освегачи недалеко от города Огденсберг, округ Сент-Лоренс, штат Нью-Йорк, США. Построен в 1834 году. Деактивирован в 1961 году. Автоматизирован и возвращён в эксплуатацию в 2011

## История
Река Святого Лаврентия была важной транспортной артерией важное ещё во времена французской колонизации в 1600-х годах. По ней доставлялся мех из внутренних районов Америки в Европу. Французы построили в 1749 году форт де ля Презантасьон (фр. Fort de la Présentacion) на месте впадения реки Освегачи в реку Святого Лаврентия. В 1763 году после поражения Франции в Семилетней войне, форт отошел британцам и был переименован в Освегачи по названию реки. После войны за независимость США форт и посёлок около него были названы в честь полковника Сэмюэля Огдена Огденсбергом. Огденсберг был единственным портом США на морском пути по реке Святого Лаврентия, потому имел большое значение. В 1834 году был построен первый маяк. Он представлял собой одноэтажный деревянный дом смотрителя, к котором примыкала деревянная башня маяка. В 1855 году на маяк была установлена линза Френеля. К концу 1860-х годов маяк был сильно изношен из-за частых подтоплений, и 15 июля 1870 года Конгресс США выделил 13 000$ на строительство нового маяка. 9 июня 1971 года строительство было завершено. Маяк был построен по тому же проекту, что и маяк Стоуни-Пойнт. Он представлял собой двухэтажный дом смотрителя со скатной крышей, к которому сзади примыкала квадратная башня маяка высотой 12 метров, обе постройки были выполнены из известняка. В 1900 году высота башни была увеличена на 8 метров. Береговая охрана США посчитала маяк избыточным и в 1961 году вывела его из эксплуатации. В 1964 году он был продан на аукционе. В 2000-х годах усилиями местных волонтёров маяк был восстановлен, после чего в 2011 году Береговая охрана автоматизировала маяк и вернула его в эксплуатацию.
В 2016 году он был включен в Национальный реестр исторических мест.

## Фотографии
- Открытка 1911 года из Смитсоновского Национального музея Американской истории[англ.]